# 台東区立蔵前小学校
台東区立蔵前小学校（たいとうくりつ くらまえしょうがっこう）は、東京都台東区蔵前にある公立小学校。精華公園、くらまえオレンジ図書館に隣接している。

## 沿革

### 蔵前小学校
出典
- 2003年（平成15年）
  - 4月1日 - 精華・小島・済美の3小学校の統合により開校。
  - 4月7日 - 開校式と第1回入学式挙行。開校時点の通常学級数12、特別支援学級数1、児童数345名。
  - 9月17日 - 7月1日から行われていた大規模改修工事第1期工事が完了。
  - 12月6日 - 開校記念式典挙行。
  - 12月11日 - 開校記念日。
- 2004年（平成16年）
  - 3月24日 - 第1回卒業式挙行。
  - 9月29日 - 7月1日から行われていた大規模改修工事第2期工事（校庭改修・校庭芝生化）が完了。
- 2005年（平成17年）7月16日 - くらまえオレンジ図書館開館。
- 2010年（平成22年）3月31日 - 新1年学級増のため、新教室設置。
- 2011年（平成23年）
  - 3月10日 - 屋上緑化工事完了。
  - 3月31日 - パソコン室移設工事完了。
- 2012年（平成24年）
  - 2月1日 - 蔵前オレンジ図書館跡に学校図書館設置。
  - 3月28日 - 旧パソコン室跡と旧学校図書館跡に新教室を増設。
- 2015年（平成27年）4月1日 - 東京都教育委員会より「オリンピック・パラリンピック教育推進校」に指定。
- 2016年（平成28年）
  - 4月1日 - 東京都教育委員会より「オリンピック・パラリンピック教育推進校～日本人としての誇りと涵養～」重点校に指定。
  - 8月22日 - 旧柳北小学校跡地に移転開始。
  - 9月1日 - 移転後の校舎にて、2学期開始。
- 2019年（平成31年・令和元年）
  - 1月25日 - 旧柳北小学校跡地での授業終了。
  - 1月26日 - 新校舎落成記念式典（旧精華小学校跡地に竣工）。
  - 1月29日 - 新校舎での授業開始。
  - 3月2日 - 新型コロナウィルス感染拡大により、臨時休校の措置を捕る。
  - 6月1日 - 臨時休校が終わり、授業再開。
- 2022年（令和4年）12月20日 - 創立20周年カウントダウンセレモニーの金管ドリルパレードが、精華公園にて行われた。

### 精華小学校
- 1874年（明治7年）12月7日 - 浅草区寿町7番地に創立。第五番中学区第八番小学戸田学校と称した。
- 1888年（明治21年） - 北富坂町二九番地（現在の位置）に校舎新築、「精華」と改称。
- 1982年（昭和57年）8月 - 新校舎竣工。
- 2003年（平成15年）3月31日 - 閉校（東京都台東区蔵前四丁目19-11、現蔵前小学校）。

### 済美小学校
- 2003年（平成15年）3月31日 - 閉校（東京都台東区寿一丁目10-9、現ことぶきこども園）。

### 小島小学校
- 1908年（明治41年）6月 - 創立。
- 1928年（昭和3年）8月27日 - 新校舎竣工。
- 2003年（平成15年） - 閉校（東京都台東区小島二丁目9-10、現台東デザイナーズビレッジ）。

## 特色
- 食育に力を入れており、食育授業のほか、祖父母と一緒に給食を食べたり、テレビ取材を受けている[2]。
- 台東区「下町台東の美しい心づくり」と連動し、朝の「あいさつ運動」を励行しており、あいさつ当番の児童の他、校長、副校長を筆頭に教職員による元気な挨拶を継続している[3]。
- 6年生全員で金管バンド、バンドドリルを組み運動会で披露したり、台東区の各種イベントに出演している[4]。
- 4年生から6年生の希望者でオーケストラを結成し、毎朝30分練習している。専門の講師は8名、団員数は100名超[5]。

## 規模
- 児童数

令和4年度　746人
平成31年度 556人
平成30年度 528人
平成29年度 512人
平成28年度 474人
- 特別支援学級[注 1]

## 通学区域
東京都台東区教育委員会によって指定されている蔵前小学校の通学区域は、以下の通り。
- 蔵前二丁目（全域）
- 蔵前三丁目（全域）
- 蔵前四丁目（全域）
- 三筋一丁目（全域）
- 三筋二丁目（全域）
- 小島一丁目（全域）
- 小島二丁目（全域）
- 寿一丁目（全域）
- 寿二丁目（全域）
- 元浅草一丁目（1番-13番）
- 元浅草三丁目（1番-16番、19番-22番）
- 元浅草四丁目（1番-4番、8番-10番）

## 進学先中学校
公立中学校に進学する場合は次の3校が東京都台東区教育委員会により指定されている。
- 台東区立浅草中学校 - 蔵前二丁目、蔵前三丁目、蔵前四丁目（1番-10番、12番-15番、19番-23番、28番-35番）、寿一丁目（1番-9番、15番-19番）、寿二丁目から通う児童
- 台東区立御徒町台東中学校 - 蔵前四丁目（11番、16番-18番、24番-27番、36番、37番）、三筋一丁目、三筋二丁目、小島一丁目、小島二丁目、寿一丁目（10番-14番、20番、21番）、元浅草一丁目（1番-13番）、元浅草三丁目（1番-16番、19番-22番）から通う児童
- 台東区立駒形中学校 - 元浅草四丁目（1番-4番、8番-10番）から通う児童

## 出身者
- 夏目漱石（1期生）[注 2]
- 尾藤イサオ 歌手（小島小学校）

## アクセス
- 都営バス「都02」系統で、「寿三丁目」バス停より徒歩1分
- 都営地下鉄浅草線蔵前駅より徒歩3分
- 都営地下鉄大江戸線蔵前駅より徒歩4分
- 東京メトロ銀座線田原町駅より徒歩7分
- JR東日本総武線浅草橋駅より徒歩10分